# Sremčica
Sremčica (serbisch-kyrillisch Сремчица) ist eine Vorortsiedlung der Gemeinde Čukarica in der serbischen Hauptstadt Belgrad.
Sremčica befindet sich südlich von Belgrad und beginnt etwa 2 km südlich der Nachbarschaft Železnik (die Zentren der beiden Siedlungen sind 6–7 km auseinander). Es ist eine typische Straßenhaussiedlung, mit vielen Seitenstraßen, die fast alle zur Hauptstraße Beogradska führen. Die Hauptstraße erstreckt sich über 6–7 km durch ganz Sremčica. Der nördliche Teil der örtliche Gemeinde (mesna zajednica) ist eine subkommunale Verwaltungseinheit, benannt Gorica, welche aber im Volksmund Naselje (Serbisch für "Siedlung") benannt wird. Der südliche Teil ist organisiert wie eine lokale Gemeinde mit dem gleichen Namen wie die ganze Siedlung, Sremčica. Die sogenannte Gorica wird durch Hochhäuser und Wohnblöcke geprägt, hingegen der südliche Teil Sremčicas durch Ein- und Mehrfamilienhäuser.

## Bevölkerung
Die ländliche Siedlung zählt zu einer der am schnellsten wachsenden Vororte von Belgrad seit 1970. Durch ihr beschleunigtes Wachstum, welches größtenteils illegal geschieht, gibt es erhebliche Mängel in der Infrastruktur, so dass die meisten Teile von Sremčica Probleme mit der Wasserversorgung und dem Abwasser haben. Mit über 50.000 Einwohnern zählt Sremčica zu den größten Belgrader Siedlungen (1948: 2076 Einwohner). Entsprechend der Volkszählung 2001 leben hier 89,45 % Serben, 2,86 % Roma, 1,5 % Montenegriner, 0,85 % Jugoslawen und 0,6 % Mazedonier. 
In Sremčica gibt es eine Anbindung der städtischen Verkehrsbetriebe in das ca. 10 km entfernte Belgrad (Buslinie Nr. 511 und 512).

## Geographie
Das Gelände rund um die Siedlung besteht teilweise aus Kalkstein. Eines der bekanntesten Merkmale in Sremčica ist ein kleiner Teich, Rakina Bara. Es ist ein kleiner Natursee mit einer Fläche von 3 Hektar in einer Kalkstein-Grube. Ganz Sremčica ist umgeben vom Lipovačka šuma (šuma = Wald), der mehrere Belgrader Vororte miteinander verbindet. Früher wurde Sremčica als Naturpark Belgrads angesehen, da es auf 200 m über Meer liegt und vom Lipovačka šuma umkreist wird. 